# Франковский, Пшемыслав
Пшемы́слав А́дам Франко́вский (пол. Przemysław Adam Frankowski; род. 12 апреля 1995, Гданьск) — польский футболист, полузащитник турецкого клуба «Галатасарай» и сборной Польши. Выступает на правах аренды за клуб «Ренн». Участник двух чемпионатов Европы (2020 и 2024) и чемпионата мира 2022.

## Клубная карьера
Воспитанник футбольного клуба «Лехия». В польской Экстраклассе дебютировал 14 апреля 2013 года в матче против «Ягеллонии», заменив на 76-й минуте матча Адама Дуду. Свой первый профессиональный гол Франковский забил 27 апреля 2013 года в матче против «Подбескидзе». В течение сезона 2012/13 параллельно с Экстраклассой Франковский продолжал выступать за резервный фарм-клуб «Лехия II», в составе которой сыграл 11 матчей и забил один мяч. В сезоне 2013/14 Франковский уже стал постоянным игроком основного состава. В течение сезона сыграл 33 матча и забил один мяч. В общей сложности, за гданьскую «Лехию» Франковский сыграл 41 матч. 18 июня 2013 года Франковский продлил свой контракт с «Лехией» на три года.
1 августа 2014 года Франковский перешёл в белостокскую «Ягеллонию», подписав трёхлетний контракт с клубом. В этот же день дебютировал в матче против «Краковии», заменив на 65-й минуте Матеуша Пятковски. Свой первый гол в составе «Ягеллонии» Франковский забил 13 декабря 2014 года в матче против «Гурника». 9 июля 2015 года Франковский дебютировал в Лиге Европы, сыграв в матче против литовского «Круоя». В этом матче Франковский вышел на замену на 62-й минуте матча и сумел оформить хет-трик, забив на 64-й, 75-й и 80-й минутах.
22 января 2019 года Франковский перешёл в клуб MLS «Чикаго Файр». В главной лиге США дебютировал 2 марта 2019 года в матче стартового тура сезона против «Лос-Анджелес Гэлакси». 8 мая 2019 года в матче против «Нью-Инглэнд Революшн» забил свой первый гол в MLS.
5 августа 2021 года Франковский перешёл в клуб французской Лиги 1 «Ланс», подписав пятилетний контракт. В Лиге 1 дебютировал 8 августа 2021 года в матче первого тура сезона 2021/22 против «Ренна», выйдя на замену во втором тайме вместо Дейвера Мачадо. 18 сентября 2021 года забил свой первый гол за «Ланс» в матче Лиги 1 против «Лилля».

## Карьера в сборной
Представлял юниорские сборные Польши разных возрастов. Сыграл по одному матчу за сборные до 16 (товарищеский матч против сборной России до 16 лет) и 18 лет (товарищеский матч со сборной Беларуси до 18 лет). В июле 2013 года получил вызов в сборную до 19 лет. Дебютировал в товарищеском матче со сборной Грузии. Всего за сборную до 19 лет сыграл 6 матчей и забил один мяч. За сборную до 20 лет дебютировал 4 сентября 2014 года в матче против сборной Швейцарии. В общей сложности, за сборную до 20 лет сыграл пять матчей и забил два мяча. В молодёжной сборной Польши Франковский дебютировал 8 сентября 2015 года в товарищеском матче против молодёжной сборной Швеции.
За основную сборную Польши Франковский дебютировал 23 марта 2018 года в товарищеском матче со сборной Нигерии. Был включён в предварительную заявку польской сборной на чемпионат мира 2018 в России, но в финальный состав не попал. Был включён в состав сборной на чемпионат Европы 2020. Дебютный гол за сборную Польши Пшемыслав забил 13 октября 2019 года в ворота сборной Северной Македонии.

## Достижения
«Ягеллония»
- Бронзовый призёр чемпионата Польши: 2014/15

«Ланс»
- Серебряный призёр французской Лиги 1: 2022/23